# 野口聡一
野口 聡一（のぐち そういち、1965年〈昭和40年〉4月15日 - ）は、日本の元宇宙飛行士、東京大学先端科学技術研究センター特任教授、日本大学理工学部航空宇宙工学科特任教授。学位は、博士（学術）（東京大学・2020年）。
神奈川県横浜市生まれ、茅ヶ崎市出身。身長180cm。宇宙飛行士としてギネス世界記録に2つ認定されている。
宇宙飛行士として現役のときから「宇宙は人間をどう変えるのか」といった哲学的問題をライフワークとして位置づけており、自らのYouTubeチャンネルを含めて積極的な情報発信を行ってきた。

## 経歴
父の仕事の関係で、3歳より兵庫県揖保郡太子町に移り住む。班鳩保育所・斑鳩幼稚園を経て斑鳩小学校へ入学、小学5年時までを同町で過ごす。1974年よりボーイスカウト活動をしていた。
茅ヶ崎市立浜須賀小学校、茅ヶ崎市立浜須賀中学校、神奈川県立茅ケ崎北陵高等学校、東京大学工学部航空学科卒業、東京大学大学院工学系研究科航空学専攻修士課程修了。石川島播磨重工業（現：IHI）において航空技術者として超音速旅客機のエンジン開発に従事した。
旧：宇宙開発事業団：NASDA（現：宇宙航空研究開発機構：JAXA）の募集に応募、572人の受験者の中から、1996年（平成8年）に宇宙飛行士候補者に選定される。

### 宇宙飛行士訓練生
1996年8月からNASAジョンソン宇宙センターで訓練を開始する。1998年7月から8月、ガガーリン宇宙飛行士訓練センターでの訓練に参加。その後もISS組み立てミッションへの参加に向けて、NASAで訓練を続けた。
最初にNASA（アメリカ航空宇宙局）が発表した飛行予定（NASA米国時間2001年4月9日決定。NASDA（現JAXA）のプレスリリースは4月10日、NASAの発表は米国時間4月12日）では、2002年7月にSTS-113スペースシャトル・エンデバー号で飛行の予定であったが、延期・変更されSTS-114で2005年に飛行することとなった。 

### STS-114
2005年（平成17年）7月26日午後11時39分（日本時間＝JST）に打ち上げられたスペースシャトル・ディスカバリー号に搭乗した乗組員の一人である。少年時代はボーイスカウトに所属、茅ヶ崎で打ち上げを見届ける会では所属していたボーイスカウト茅ヶ崎二団が打ち上げを見届けた。
また野口は、ボーイスカウトで知り合ったワッペン製造業経営の友人に贈呈用ワッペンを依頼。乗組員全員の名前を入れてもらい、1人2枚ずつ贈呈した。ワッペンには黄色で縁取りがしてあり、ディスカバリー号と野口の出身地、茅ヶ崎のシンボル烏帽子岩（姥島）が陰に描かれている。スペースシャトルから出ている炎の色にはグラデーションが施されており、凝った作りに仕上がっている。ワッペンは乗組員全員がユニフォームの青いジャケットに付けて搭乗した。
15日間にわたる飛行中、3度の船外活動を行い、スペースシャトルでは初の機体補修に携わった。3回目の船外活動は、はみ出した耐熱タイル間の詰め物 (gap fillers) の除去であった。シャトルに搭載した道具が右利き用であったためスティーブン・ロビンソンがメインで作業を行い、左利きの野口はサポートに入った。ただし、道具を使用するほどでもなく、詰め物は手で引っ張るだけで抜けるという代物であった。

### STS-114帰還後
2005年8月31日に、メジャーリーグのニューヨーク・メッツの本拠地であるシェイ・スタジアムで、メッツ対フィリーズ戦の始球式を行った。船長のアイリーン・コリンズと飛行士のチャールズ・カマーダも出席し、試合前にメッツの松井稼頭央と挨拶を交わした。野口は、小学校時代に野球経験があり、憧れの選手は王貞治であったという。
飛行後は、2005年9月27日に日本に帰国予定であったが、ハリケーン・リタが滞在地ヒューストン付近に接近しているため予定を早め9月23日に帰国した。

### ISS第18次長期滞在バックアップクルー
2007年2月、ISS第18次長期滞在クルー若田光一のバックアップクルーに任命される。

### ISS第22次／第23次長期滞在
2008年5月、JAXAはISS長期滞在クルーに、野口を任命することを発表した。日本人飛行士がISSに長期滞在を行うのは、若田光一に次ぎ2人目である。ソユーズ宇宙船の船長を補佐して操作を行うフライトエンジニアとして2009年（平成21年）12月20日にソユーズTMA-17で出発し滞在を開始した。
ISSでは、ISS各部および日本実験棟「きぼう」のメンテナンスと各種実験を実施。きぼうの整備として2010年2月に衛星間通信システム（ICS）を本格稼働させハイビジョン映像で筑波と交信、3月にはロボットアーム子アームを設置し「きぼう」の基本構成を完備させた。「きぼう」における実験では、微少重力を利用したマランゴニ対流のデータ取得や蛋白質結晶生成などを行う（実験の詳細は脚注の外部リンクを参照）。その他に、ISSに来訪する宇宙船および補給機の受け入れ準備やミッション補助作業も担当している。また、インターネット上で提供されているコミュニケーション・サービス、Twitterを通じた即時的な情報発信や現地撮影による画像・動画の発表を行い、地上の人々との日常的な交流を実現した。広報活動として、地上との交信イベントを行うほか、ISS到着時には同僚と共にサンタクロース姿で移乗した。正月には書き初め、バンクーバーオリンピック開催時には「世界最高高度のスキージャンプ」姿を見せる（Twitterでの公開画像）など年中行事や国際的なイベントを積極的に楽しむ様子を見せた。3月15日には関西テレビ・フジテレビのバラエティ番組『SMAP×SMAP』に中継で出演、SMAPメンバーとの応答に加えてきぼう内での手巻き寿司調理を披露した。
宇宙滞在中の同年4月、STS-131によって山崎直子がISSを訪れ、初めて宇宙空間に日本人が複数名滞在した。5月15日午後8時6分（JST）に通算の宇宙滞在期間が159日10時間46分を超え、それまでの若田光一が保持していた記録を抜きなど日本人最長となった（2014年5月に再び若田が最長記録保持者となった）。帰還は往路同様ソユーズ宇宙船に搭乗し、6月2日午後0時25分 (JST) カザフスタン共和国に着陸した。

### 宇宙探検家協会会長への就任
2014年9月、野口はアジアでは初めてとなる宇宙探検家協会 (ASE) 会長に選ばれた（2016年10月まで在任）
。

### ISS第62次/第63次長期滞在搭乗員→ISS第64次/第65次長期滞在搭乗員
2019年終わり頃から約半年間、ISSフライトエンジニアとして、ISSロボットアーム操作などを実施する予定であることが発表された。2017年11月末から訓練に入る予定。
その後は、搭乗予定機であるスペースXが開発するクルードラゴンの開発遅延から滞在時期について見直しが行われ、第60次/第61次長期滞在バックアップクルーを経て、第64次/第65次長期滞在搭乗員として、クルードラゴン本運用初号機に搭乗する予定となった。
米宇宙企業のスペースXは米東部時間2020年11月15日午後7時27分（日本時間2020年11月16日午前9時27分）、野口聡一ら4人の宇宙飛行士が搭乗する新型宇宙船「クルードラゴン」を米フロリダ州のケネディ宇宙センターからファルコン9ロケットで打ち上げた。12分後に宇宙船はロケットから切り離され、打ち上げは成功した。ISS滞在中には、米スペースX社の宇宙船「クルードラゴン」に乗った星出彰彦ら4人が、日本時間4月24日午後6時過ぎに合流。ハッチが開かれた後、星出が一番先にISSに入り、ISSに滞在中の野口と再会し、抱き合った。日本人宇宙飛行士がISSに同時滞在するのは、2010年の野口と山崎直子以来、11年ぶりとなった。
国際宇宙ステーション (ISS) での長期滞在を終了し、クルードラゴン宇宙船 (Crew-1) は、2021年5月2日（日）15時56分（日本時間）、フロリダ・パナマシティ沖に着水し、地球に帰還した。Crew-1搭乗員としての宇宙滞在時間は、167日6時間29分（ISS滞在日数：165日20時間34分）となり、野口の通算滞在時間は、344日9時間34分となり、日本人宇宙飛行士で2番目となった。通算ISS滞在時間は、335日17時間56分となり、日本人宇宙飛行士で最長となった。
このミッションにより、野口は2つのギネス世界記録を獲得した。一つは15年のブランクを経ての再度の宇宙船外活動、もう一つは滑走着陸（スペースシャトル）、地上へのパラシュート降下（ソユーズ）、そして海上への着水（クルードラゴン）の3つの異なる手段で地球に帰還したことである。

### 東京大学
2011年4月から東京大学大学院新領域創成科学研究科非常勤講師を務めた。2016年4月には東京大学先端科学技術研究センター特任助教となり、2020年3月には東京大学大学院工学系研究科先端学際工学専攻博士課程で博士（学術）の学位を取得。2021年12月1日付で東京大学先端科学技術研究センター特任教授に就任。
立花隆の著書「宇宙からの帰還」に感化されて宇宙飛行士を目指して以来、宇宙体験や船外活動（EVA）が人間の内面にどのような変化をもたらすかをライフワークとしてきたが、上記就任によって、当事者本人が研究主体かつ研究対象となる「当事者研究」に本格的に参画し、宇宙飛行士としての新たな社会還元（障害者就労、アスリートの燃え尽き症候群対策など他分野への応用も視野）を模索している。

### JAXAを退職
2022年5月20日、同年6月1日付けで宇宙航空研究開発機構（JAXA）を退職することが同機構から発表された。

### 日本大学
2022年6月2日時点で日本大学理工学部航空宇宙工学科特任教授に就任している。専門は宇宙工学と有人宇宙技術。

### その他
2022年6月7日より、「カップヌードルミュージアム」の名誉館長に就任することが、同記念館を運営する公益財団法人 安藤スポーツ・食文化復興財団から発表された。
2022年7月1日より、NECグループのシンクタンクである株式会社国際社会研究所の理事に就任。
2022年11月よりカタールで開かれるFIFA ワールドカップカタール 2022に向けてサッカー日本代表監督の森保一と対談し、日本代表にエールを送った、また野口も子供の頃からずっとサッカー好きで、国際宇宙ステーションに自前のサッカー日本代表のユニフォームと公式ボールを持ち込むほどのサッカーファンであると語っている。

## 趣味
- アメリカンフットボール (ポジションはレシーバー)、スキー、キャンプ、ジョギング、野球[41]。

- クラシック好きだがPerfumeも聴く[42][43]

## 著書
- 2006年

『スィート・スィート・ホーム』 木楽舎 ISBN 4-907818-69-6
『宇宙日記―ディスカバリー号の15日 』世界文化社 ISBN 978-4418065028
『オンリーワン ずっと宇宙に行きたかった 』新潮社 ISBN 978-4103021018
- 2009年 『宇宙においでよ!』（共著）講談社 ISBN 978-4062145466
- 2010年 『オンリーワン―ずっと宇宙に行きたかった』新潮文庫 ISBN 978-4101302218
- 2011年 『15歳の寺子屋 宇宙少年』講談社 ISBN 978-4062170314
- 2020年 『宇宙に行くことは地球を知ること 「宇宙新時代」を生きる』（矢野顕子らとの共著）光文社 ISBN 978-4334044978
- 2021年 『宇宙飛行士 野口聡一の全仕事術 「究極のテレワーク」と困難を突破するコミュニケーション力』世界文化社 ISBN 978-4418216024
- 2022年 『宇宙飛行士だから知っている すばらしき宇宙の図鑑』KADOKAWA ISBN 978-4046055378
- 2023年 『どう生きるか　つらかったときの話をしよう　自分らしく生きていくために必要な22のこと』アスコム ISBN 978-4776213147

## その他
結婚し、現在は子が3人いる。
STS-114ミッションの成功により茅ヶ崎市民栄誉賞を受賞し、2005年10月2日に開催された茅ヶ崎での帰国報告会にて表彰が行われた。また茅ケ崎駅北口のペデストリアンデッキには野口の手形モニュメントが設置されている。
また、ゆかりの深い太子町名誉町民にも選ばれている。
所属していたボーイスカウト茅ヶ崎二団ビーバー隊副長も務める。
2011年4月 - 2013年9月に放送されたテレビ番組「宇宙ニュース」（制作・テレビ東京・BSジャパン、協力・宇宙航空研究開発機構）ではアンカーマンを務めた。
2018年8月、株式会社サンギ主催の歯が命アワード2018を受賞。
父親が大阪市阿倍野区出身であったことから、幼少期からたびたび大阪を訪れていた。1970年の大阪万博にも足を運び、展示された「月の石」を見た経験が、宇宙を目指す原点になったという。
2022年6月、お笑い芸人のオードリーとは旧知の仲であり、野口は二人を「若林」「春日」と呼び、オードリーの二人は「野口さん」と呼んでいることが「オードリーのオールナイトニッポン」にゲスト出演した際にわかった。同ラジオ番組では宇宙での暮らしやプライベートについて赤裸々に語り、「NASAのスペースシャトルの下でオードリーとアメフトのキャッチボールをしたのは世界初だろう」と語っている。
元々宇宙に興味があったが「仕事としての宇宙飛行士を目指したのは高校生時代である」という風に同ラジオ番組で語っている。
宇宙食の話の際には300種類ほどある宇宙食の中から1回目の宇宙滞在の際に「どうしても宇宙でラーメンを食べたい」と懇願。2回目の宇宙滞在の際には「宇宙で寿司を食べたい」と伝え、フリーズドライながら共に野口の宇宙食のボーナスフードに採択された。寿司のホタテにはこだわりがあり、「北海道猿払村産が一番美味しい」とも語る。
スペースシャトルについて「打ち上がりの瞬間よりも6-7分後が一番加速度が上がる。9分後には宇宙にいることがわかる」と語っている。「すべてが無重力になり床のホコリが舞い上がる」というのが宇宙に着いたことを実感する瞬間とのこと。
宇宙に到達した瞬間「新人はテンションが上がる」「僕も1回目はそうだった」らしい。9年間のトレーニングはオードリーの二人がデビューからM-1決勝に行った期間と同じであり「フォー！ってなった」と同調していた。
宇宙での休日はストリーミングでネットフリックスなどが観られるということがわかる。
人生で一番スベったのはヒルナンデスにゲスト出演した際にオードリー春日のモノマネで「トゥース！」を「スペース！」にした瞬間であったと語る。キンキンに空気が冷え切ったらしい。
余市宇宙記念館で無料です、と話をしたことがある。
CM
- パーソル・デューダ

吹き替え
- ハン・ソロ/スター・ウォーズ・ストーリー（2018年）[49]
- 星つなぎのエリオ（2025年）[50]